# Blepephaeus mausoni
Blepephaeus mausoni là một loài bọ cánh cứng trong họ Cerambycidae.